# Olympische Winterspiele 2018/Eiskunstlauf – Teamwettbewerb
Der Teamwettbewerb im Eiskunstlauf bei den Olympischen Winterspielen 2018 fand vom 11. bis zum 12. Februar 2018 in der Gangneung Ice Arena statt. Olympiasieger wurde die Mannschaft aus Kanada.

## Teilnehmer
| Land                             | Männer Einzel                                | Frauen Einzel                                           | Paarlauf                                                                                        | Eistanz                              |
| -------------------------------- | -------------------------------------------- | ------------------------------------------------------- | ----------------------------------------------------------------------------------------------- | ------------------------------------ |
| Kanada                           | Patrick Chan                                 | Kaetlyn Osmond (Kurzprogramm) Gabrielle Daleman (Kür)   | Meagan Duhamel / Eric Radford                                                                   | Tessa Virtue / Scott Moir            |
| China                            | Yan Han                                      | Li Xiangning                                            | Yu Xiaoyu / Zhang Hao                                                                           | Wang Shiyue / Liu Xinyu              |
| Frankreich                       | Chafik Besseghier                            | Maé-Bérénice Méité                                      | Vanessa James / Morgan Ciprès                                                                   | Marie-Jade Lauriault / Romain Le Gac |
| Israel                           | Oleksij Bytschenko                           | Aimee Buchanan                                          | Paige Conners / Evgeni Krasnopolski                                                             | Adel Tankova / Ronald Zilberberg     |
| Italien                          | Matteo Rizzo                                 | Carolina Kostner                                        | Nicole Della Monica / Matteo Guarise (Kurzprogramm) Valentina Marchei / Ondřej Hotárek (Kür)    | Anna Cappellini / Luca Lanotte       |
| Japan                            | Shōma Uno (Kurzprogramm) Keiji Tanaka (Kür)  | Satoko Miyahara (Kurzprogramm) Kaori Sakamoto (Kür)     | Miu Suzaki / Ryūichi Kihara                                                                     | Kana Muramoto / Chris Reed           |
| Deutschland                      | Paul Fentz                                   | Nicole Schott                                           | Aljona Savchenko / Bruno Massot                                                                 | Kavita Lorenz / Joti Polizoakis      |
| Olympische Athleten aus Russland | Michail Koljada                              | Jewgenija Medwedewa (Kurzprogramm) Alina Sagitowa (Kür) | Jewgenija Tarassowa / Wladimir Morosow (Kurzprogramm) Natalja Sabijako / Alexander Enbert (Kür) | Jekaterina Bobrowa / Dmitri Solowjow |
| Südkorea                         | Cha Jun-hwan                                 | Choi Da-bin                                             | Kim Kyu-eun / Alex Kam                                                                          | Yura Min / Alexander Gamelin         |
| Vereinigte Staaten               | Nathan Chen (Kurzprogramm) Adam Rippon (Kür) | Bradie Tennell (Kurzprogramm) Mirai Nagasu (Kür)        | Alexa Scimeca Knierim / Chris Knierim                                                           | Maia Shibutani / Alex Shibutani      |

## Ergebnisse

### Gesamtstand
| Rang | Land                             | Kurzprogramme | Kurzprogramme | Kurzprogramme | Kurzprogramme | Kür/Kürtanz        | Kür/Kürtanz        | Kür/Kürtanz        | Kür/Kürtanz        | Punkte |
| Rang | Land                             | Männer        | Paar          | Eistanz       | Frauen        | Paar               | Männer             | Frauen             | Eistanz            | Punkte |
| ---- | -------------------------------- | ------------- | ------------- | ------------- | ------------- | ------------------ | ------------------ | ------------------ | ------------------ | ------ |
| 1.   | Kanada                           | 8             | 9             | 10            | 8             | 10                 | 10                 | 8                  | 10                 | 73     |
| 2.   | Olympische Athleten aus Russland | 3             | 10            | 8             | 10            | 8                  | 9                  | 10                 | 8                  | 66     |
| 3.   | Vereinigte Staaten               | 7             | 7             | 9             | 6             | 7                  | 8                  | 9                  | 9                  | 62     |
| 4.   | Italien                          | 6             | 4             | 7             | 9             | 9                  | 7                  | 7                  | 7                  | 56     |
| 5.   | Japan                            | 10            | 3             | 6             | 7             | 6                  | 6                  | 6                  | 6                  | 50     |
| 6.   | China                            | 4             | 6             | 4             | 4             | nicht qualifiziert | nicht qualifiziert | nicht qualifiziert | nicht qualifiziert | 18     |
| 7.   | Deutschland                      | 2             | 8             | 3             | 3             | nicht qualifiziert | nicht qualifiziert | nicht qualifiziert | nicht qualifiziert | 16     |
| 8.   | Israel                           | 9             | 2             | 1             | 1             | nicht qualifiziert | nicht qualifiziert | nicht qualifiziert | nicht qualifiziert | 13     |
| 9.   | Südkorea                         | 5             | 1             | 2             | 5             | nicht qualifiziert | nicht qualifiziert | nicht qualifiziert | nicht qualifiziert | 13     |
| 10.  | Frankreich                       | 1             | 5             | 5             | 2             | nicht qualifiziert | nicht qualifiziert | nicht qualifiziert | nicht qualifiziert | 13     |

### Kurzprogramme

#### Männer Einzel
| Rang | Athlet             | Land                             | TSS    | TES   | PCS   | SS   | TR   | PE   | CH   | IN   | Ded   | Punkte |
| ---- | ------------------ | -------------------------------- | ------ | ----- | ----- | ---- | ---- | ---- | ---- | ---- | ----- | ------ |
| 1.   | Shōma Uno          | Japan                            | 103,25 | 56,64 | 46,61 | 9,36 | 9,25 | 9,25 | 9,39 | 9,36 | 0,00  | 10     |
| 2.   | Oleksij Bytschenko | Israel                           | 88,49  | 47,59 | 40,90 | 8,07 | 7,82 | 8,43 | 8,29 | 8,29 | 0,00  | 9      |
| 3.   | Patrick Chan       | Kanada                           | 81,66  | 38,56 | 45,10 | 9,21 | 9,07 | 8,50 | 9,14 | 9,18 | −2,00 | 8      |
| 4.   | Nathan Chen        | Vereinigte Staaten               | 80,61  | 37,73 | 43,88 | 8,89 | 8,75 | 8,46 | 8,96 | 8,82 | −1,00 | 7      |
| 5.   | Matteo Rizzo       | Italien                          | 77,77  | 40,60 | 37,17 | 7,39 | 7,18 | 7,64 | 7,50 | 7,46 | 0,00  | 6      |
| 6.   | Cha Jun-hwan       | Südkorea                         | 77,70  | 40,71 | 36,99 | 7,46 | 7,25 | 7,46 | 7,46 | 7,36 | 0,00  | 5      |
| 7.   | Yan Han            | China                            | 77,10  | 38,28 | 40,82 | 8,46 | 8,07 | 7,71 | 8,29 | 8,29 | −2,00 | 4      |
| 8.   | Michail Koljada    | Olympische Athleten aus Russland | 74,36  | 33,75 | 42,61 | 8,75 | 8,31 | 8,11 | 8,75 | 8,61 | −2,00 | 3      |
| 9.   | Paul Fentz         | Deutschland                      | 66,32  | 34,54 | 33,78 | 6,96 | 6,61 | 6,39 | 7,00 | 6,82 | −2,00 | 2      |
| 10.  | Chafik Besseghier  | Frankreich                       | 61,06  | 26,93 | 34,13 | 6,96 | 6,50 | 6,71 | 6,96 | 7,00 | 0,00  | 1      |

#### Paarlauf
| Rang | Athleten                               | Land                             | TSS   | TES   | PCS   | SS   | TR   | PE   | CH   | IN   | Ded   | Punkte |
| ---- | -------------------------------------- | -------------------------------- | ----- | ----- | ----- | ---- | ---- | ---- | ---- | ---- | ----- | ------ |
| 1.   | Jewgenija Tarassowa / Wladimir Morosow | Olympische Athleten aus Russland | 80,92 | 43,78 | 37,14 | 9,43 | 9,07 | 9,39 | 9,32 | 9,21 | 0,00  | 10     |
| 2.   | Meagan Duhamel / Eric Radford          | Kanada                           | 76,57 | 41,08 | 35,49 | 8,82 | 8,71 | 9,00 | 8,96 | 8,86 | 0,00  | 9      |
| 3.   | Aljona Savchenko / Bruno Massot        | Deutschland                      | 75,36 | 39,33 | 37,03 | 9,21 | 9,18 | 9,21 | 9,36 | 9,32 | −1,00 | 8      |
| 4.   | Alexa Scimeca Knierim / Chris Knierim  | Vereinigte Staaten               | 69,75 | 38,41 | 31,34 | 7,86 | 7,57 | 7,96 | 7,89 | 7,89 | 0,00  | 7      |
| 5.   | Yu Xiaoyu / Zhang Hao                  | China                            | 69,17 | 37,20 | 32,97 | 8,29 | 8,14 | 8,07 | 8,43 | 8,29 | −1,00 | 6      |
| 6.   | Vanessa James / Morgan Ciprès          | Frankreich                       | 68,49 | 34,66 | 33,83 | 8,46 | 8,39 | 8,29 | 8,57 | 8,57 | 0,00  | 5      |
| 7.   | Nicole Della Monica / Matteo Guarise   | Italien                          | 67,62 | 35,73 | 31,89 | 7,93 | 7,71 | 8,04 | 8,07 | 8,11 | 0,00  | 4      |
| 8.   | Miu Suzaki / Ryūichi Kihara            | Japan                            | 57,42 | 32,13 | 25,29 | 6,54 | 6,07 | 6,39 | 6,25 | 6,36 | 0,00  | 3      |
| 9.   | Paige Conners / Evgeni Krasnopolski    | Israel                           | 54,47 | 30,70 | 24,77 | 6,25 | 5,96 | 6,25 | 6,39 | 6,11 | −1,00 | 2      |
| 10.  | Kim Kyu-eun / Alex Kam                 | Südkorea                         | 52,10 | 27,70 | 24,40 | 6,18 | 5,82 | 6,21 | 6,18 | 6,11 | 0,00  | 1      |

#### Eistanz
| Rang | Athleten                             | Land                             | TSS   | TES   | PCS   | SS   | TR   | PE   | CH   | IN   | Ded   | Punkte |
| ---- | ------------------------------------ | -------------------------------- | ----- | ----- | ----- | ---- | ---- | ---- | ---- | ---- | ----- | ------ |
| 1.   | Tessa Virtue / Scott Moir            | Kanada                           | 80,51 | 41,61 | 38,90 | 9,61 | 9,54 | 9,86 | 9,79 | 9,82 | 0,00  | 10     |
| 2.   | Maia Shibutani / Alex Shibutani      | Vereinigte Staaten               | 75,46 | 38,42 | 37,04 | 9,32 | 9,11 | 9,29 | 9,36 | 9,21 | 0,00  | 9      |
| 3.   | Jekaterina Bobrowa / Dmitri Solowjow | Olympische Athleten aus Russland | 74,76 | 38,11 | 36,65 | 9,14 | 9,00 | 9,18 | 9,29 | 9,21 | 0,00  | 8      |
| 4.   | Anna Cappellini / Luca Lanotte       | Italien                          | 72,51 | 37,31 | 36,20 | 8,89 | 8,71 | 9,29 | 9,07 | 9,29 | −1,00 | 7      |
| 5.   | Kana Muramoto / Chris Reed           | Japan                            | 62,15 | 32,17 | 29,98 | 7,54 | 7,32 | 7,46 | 7,57 | 7,57 | 0,00  | 6      |
| 6.   | Marie-Jade Lauriault / Romain Le Gac | Frankreich                       | 57,94 | 29,08 | 28,86 | 7,25 | 7,11 | 7,21 | 7,25 | 7,25 | 0,00  | 5      |
| 7.   | Wang Shiyue / Liu Xinyu              | China                            | 56,98 | 27,75 | 29,23 | 7,29 | 7,11 | 7,39 | 7,39 | 7,36 | 0,00  | 4      |
| 8.   | Kavita Lorenz / Joti Polizoakis      | Deutschland                      | 56,88 | 28,97 | 27,91 | 6,96 | 6,75 | 7,04 | 7,14 | 7,00 | 0,00  | 3      |
| 9.   | Yura Min / Alexander Gamelin         | Südkorea                         | 51,97 | 24,88 | 27,09 | 6,79 | 6,54 | 6,82 | 6,89 | 6,82 | 0,00  | 2      |
| 10.  | Adel Tankova / Ronald Zilberberg     | Israel                           | 44,61 | 22,32 | 22,29 | 5,57 | 5,50 | 5,57 | 5,75 | 5,46 | 0,00  | 1      |

#### Frauen Einzel
| Rang | Athletin            | Land                             | TSS   | TES   | PCS   | SS   | TR   | PE   | CH   | IN   | Ded   | Punke |
| ---- | ------------------- | -------------------------------- | ----- | ----- | ----- | ---- | ---- | ---- | ---- | ---- | ----- | ----- |
| 1.   | Jewgenija Medwedewa | Olympische Athleten aus Russland | 81,06 | 42,83 | 38,23 | 9,54 | 9,43 | 9,57 | 9,57 | 9,68 | 0,00  | 10    |
| 2.   | Carolina Kostner    | Italien                          | 75,10 | 36,96 | 38,14 | 9,54 | 9,32 | 9,50 | 9,68 | 9,64 | 0,00  | 9     |
| 3.   | Kaetlyn Osmond      | Kanada                           | 71,33 | 35,10 | 36,28 | 9,11 | 8,89 | 8,96 | 9,18 | 9,21 | 0,00  | 8     |
| 4.   | Satoko Miyahara     | Japan                            | 68,95 | 34,33 | 34,62 | 8,71 | 8,39 | 8,71 | 8,68 | 8,79 | 0,00  | 7     |
| 5.   | Bradie Tennell      | Vereinigte Staaten               | 68,94 | 38,94 | 30,00 | 7,54 | 7,29 | 7,68 | 7,54 | 7,46 | 0,00  | 6     |
| 6.   | Choi Da-bin         | Südkorea                         | 65,73 | 37,16 | 28,57 | 7,29 | 6,79 | 7,29 | 7,18 | 7,18 | 0,00  | 5     |
| 7.   | Li Xiangning        | China                            | 58,62 | 32,65 | 25,97 | 6,61 | 6,14 | 6,64 | 6,46 | 6,61 | 0,00  | 4     |
| 8.   | Nicole Schott       | Deutschland                      | 55,32 | 29,35 | 26,97 | 6,89 | 6,50 | 6,64 | 6,86 | 6,82 | −1,00 | 3     |
| 9.   | Maé-Bérénice Méité  | Frankreich                       | 46,62 | 22,79 | 24,83 | 6,29 | 6,00 | 6,04 | 6,32 | 6,39 | −1,00 | 2     |
| 10.  | Aimee Buchanan      | Israel                           | 46,30 | 25,07 | 21,23 | 5,32 | 4,96 | 5,36 | 5,39 | 5,50 | 0,00  | 1     |

### Kür/Kürtanz

#### Paarlauf
| Rang | Athleten                              | Land                             | TSS    | TES   | PCS   | SS   | TR   | PE   | CH   | IN   | Ded   | Punkte |
| ---- | ------------------------------------- | -------------------------------- | ------ | ----- | ----- | ---- | ---- | ---- | ---- | ---- | ----- | ------ |
| 1.   | Meagan Duhamel / Eric Radford         | Kanada                           | 148,51 | 77,26 | 71,25 | 8,96 | 8,79 | 8,96 | 8,93 | 8,89 | 0,00  | 10     |
| 2.   | Valentina Marchei / Ondřej Hotárek    | Italien                          | 138,44 | 72,02 | 67,42 | 8,18 | 8,21 | 8,54 | 8,64 | 8,57 | −1,00 | 9      |
| 3.   | Natalja Sabijako / Alexander Enbert   | Olympische Athleten aus Russland | 133,28 | 68,06 | 66,22 | 8,39 | 8,07 | 8,18 | 8,39 | 8,36 | −1,00 | 8      |
| 4.   | Alexa Scimeca Knierim / Chris Knierim | Vereinigte Staaten               | 126,56 | 64,82 | 62,74 | 7,82 | 7,68 | 7,82 | 7,96 | 7,93 | −1,00 | 7      |
| 5.   | Miu Suzaki / Ryūichi Kihara           | Japan                            | 97,67  | 49,24 | 49,43 | 6,39 | 5,93 | 6,04 | 6,29 | 6,25 | −1,00 | 6      |

#### Männer Einzel
| Rang | Athleten        | Land                             | TSS    | TES   | PCS   | SS   | TR   | PE   | CH   | IN   | Ded   | Punkte |
| ---- | --------------- | -------------------------------- | ------ | ----- | ----- | ---- | ---- | ---- | ---- | ---- | ----- | ------ |
| 1.   | Patrick Chan    | Kanada                           | 179,75 | 87,67 | 93,08 | 9,50 | 9,29 | 8,93 | 9,39 | 9,43 | −1,00 | 10     |
| 2.   | Michail Koljada | Olympische Athleten aus Russland | 173,57 | 88,35 | 86,22 | 8,82 | 8,43 | 8,61 | 8,57 | 8,68 | −1,00 | 9      |
| 3.   | Adam Rippon     | Vereinigte Staaten               | 172,98 | 86,20 | 86,78 | 8,61 | 8,39 | 8,82 | 8,75 | 8,85 | 0,00  | 8      |
| 4.   | Matteo Rizzo    | Italien                          | 156,11 | 78,77 | 77,34 | 7,64 | 7,39 | 8,18 | 7,71 | 7,75 | 0,00  | 7      |
| 5.   | Keiji Tanaka    | Japan                            | 148,36 | 72,02 | 77,34 | 8,00 | 7,57 | 7,50 | 7,96 | 7,64 | −1,00 | 6      |

#### Frauen Einzel
| Rang | Athleten          | Land                             | TSS    | TES   | PCS   | SS   | TR   | PE   | CH   | IN   | Ded  | Punkte |
| ---- | ----------------- | -------------------------------- | ------ | ----- | ----- | ---- | ---- | ---- | ---- | ---- | ---- | ------ |
| 1.   | Alina Sagitowa    | Olympische Athleten aus Russland | 158,08 | 83,06 | 75,02 | 9,21 | 9,29 | 9,57 | 9,39 | 9,43 | 0,00 | 10     |
| 2.   | Mirai Nagasu      | Vereinigte Staaten               | 137,53 | 73,38 | 64,15 | 8,25 | 7,64 | 8,32 | 7,89 | 8,00 | 0,00 | 9      |
| 3.   | Gabrielle Daleman | Kanada                           | 137,14 | 68,86 | 68,28 | 8,71 | 8,18 | 8,71 | 8,50 | 8,57 | 0,00 | 8      |
| 4.   | Carolina Kostner  | Italien                          | 134,00 | 59,73 | 74,27 | 9,39 | 9,07 | 9,00 | 9,46 | 9,50 | 0,00 | 7      |
| 5.   | Kaori Sakamoto    | Japan                            | 131,91 | 65,51 | 66,40 | 8,32 | 8,11 | 8,32 | 8,39 | 8,36 | 0,00 | 6      |

#### Eistanz
| Rang | Athleten                             | Land                             | TSS    | TES   | PCS   | SS   | TR   | PE   | CH   | IN   | Ded   | Punkte |
| ---- | ------------------------------------ | -------------------------------- | ------ | ----- | ----- | ---- | ---- | ---- | ---- | ---- | ----- | ------ |
| 1.   | Tessa Virtue / Scott Moir            | Kanada                           | 118,10 | 59,25 | 58,85 | 9,61 | 9,61 | 9,93 | 9,93 | 9,96 | 0,00  | 10     |
| 2.   | Maia Shibutani / Alex Shibutani      | Vereinigte Staaten               | 112,01 | 56,41 | 55,60 | 9,32 | 9,18 | 9,36 | 9,18 | 9,29 | 0,00  | 9      |
| 3.   | Jekaterina Bobrowa / Dmitri Solowjow | Olympische Athleten aus Russland | 110,43 | 54,72 | 55,71 | 9,21 | 9,11 | 9,36 | 9,36 | 9,39 | 0,00  | 8      |
| 4.   | Anna Cappellini / Luca Lanotte       | Italien                          | 107,00 | 52,70 | 54,30 | 8,96 | 8,79 | 9,07 | 9,14 | 9,29 | 0,00  | 7      |
| 5.   | Kana Muramoto / Chris Reed           | Japan                            | 87,88  | 44,69 | 44,19 | 7,32 | 7,29 | 7,14 | 7,68 | 7,39 | −1,00 | 6      |